# Distrito electoral de Salem (condado de Richardson, Nebraska)
Salem (en inglés: Salem Precinct) es un distrito electoral ubicado en el condado de Richardson en el estado estadounidense de Nebraska. En el Censo de 2010 tenía una población de 221 habitantes y una densidad poblacional de 2,37 personas por km².

## Geografía
Salem se encuentra ubicado en las coordenadas 40°2′20″N 95°43′56″O / 40.03889, -95.73222. Según la Oficina del Censo de los Estados Unidos, Salem tiene una superficie total de 93.37 km², de la cual 93.34 km² corresponden a tierra firme y (0.03%) 0.03 km² es agua.

## Demografía
Según el censo de 2010, había 221 personas residiendo en Salem. La densidad de población era de 2,37 hab./km². De los 221 habitantes, Salem estaba compuesto por el 96.38% blancos, el 0% eran afroamericanos, el 1.36% eran amerindios, el 0% eran asiáticos, el 0% eran isleños del Pacífico, el 2.26% eran de otras razas y el 0% pertenecían a dos o más razas. Del total de la población el 2.26% eran hispanos o latinos de cualquier raza.